# Grosne
Grosne és un municipi francès, es troba al departament del Territori de Belfort i a la regió de Borgonya - Franc Comtat. L'any 1999 tenia 242 habitants.

## Geografia
Es troba a 15 km de la capial del departament, Belfort

## Demografia
| 1962 | 1968 | 1975 | 1982 | 1990 | 1999 |
| ---- | ---- | ---- | ---- | ---- | ---- |
| 107  | 91   | 81   | 187  | 239  | 242  |